# Groenvleugelsaltator
De groenvleugelsaltator (Saltator similis) is een zangvogel uit de familie Thraupidae (Tangaren).

## Verspreiding en leefgebied
Deze soort telt 2 ondersoorten:
- Saltator similis similis: van oostelijk Bolivia en centraal Brazilië tot Paraguay, noordoostelijk Argentinië en Uruguay.
- Saltator similis ochraceiventris: zuidoostelijk Brazilië.